# Maxim Martsinkevich
Maxim Sergeyevich Martsinkevich (en ruso, Макси́м Серге́евич Марцинке́вич, 8 de mayo de 1984 - 16 de septiembre de 2020), más conocido como Тесак (en ruso, Тесак); fue un neonazi ruso, personalidad mediática, líder y cofundador del movimiento Restruct en los países postsoviéticos.
Martsinkevich ganó la atención pública por primera vez como un skinhead de poder blanco y líder del grupo juvenil de extrema derecha Format 18, que ha sido descrito como el «brazo armado» de la Sociedad Nacional Socialista. Hay numerosas ramas dentro del movimiento Restruct de Martsinkevich, la más prominente de las cuales es Occupy Pedophilia, que afirma que sus objetivos son luchar contra los pedófilos y difundir las opiniones nacionalsocialistas entre los jóvenes. El enfoque violento de Martsinkevich y sus ataques a los hombres homosexuales han sido criticados, aunque sus acciones han llevado al encarcelamiento de un funcionario de alto rango dentro del sistema judicial ruso.
En 2019 participó como actor en el proyecto ruso DAU.
En septiembre de 2020, teniendo 36 años, fue hallado muerto con signos de tortura y una nota de suicidio en la prisión de Cheliábinsk.
El reporte oficial estableció suicidio como causa de la muerte.

## Format 18
Tecak era miembro del grupo de cabezas rapadas de poder blanco "Russian Purpose" dirigido por Semyon Tokmakov. Martsinkevich también estuvo en el Partido Nacional del Pueblo hasta 2003. En 2005 fundó la organización de cabezas rapadas "Format 18". El número 18 es un código o eufemismo para "Adolf Hitler", ya que la letra A es la primera en el alfabeto latino y la H es la octava. Los miembros de Format 18 han golpeado a trabajadores migrantes asiáticos y personas sin hogar, filmando los ataques y publicando los videos a través de Internet. Martsinkevich hizo videos de ficción promoviendo el odio hacia los negros y los antifascistas. La revista Russian Reporter publicó una historia sobre uno de los videos, en el que "Martsinkevich sorprende al público con su video de la ejecución de un" ... traficante de drogas tayiko "...." ahorcado y desmembrado por personas vestidas como miembros del Ku-Klux-Klan "..." pronto se reveló como una puesta en escena, y la carne del cautivo desmembrado resultó ser carne de res ". Martsinkevich y otros miembros de Format 18 también aparecieron en el programa de televisión británico Ross Kemp en Gangs: neonazis rusos, así como en From Russia with Hate de Current TV.
La organización mantuvo un sitio web que fue prohibido en 2007 tras una denuncia de uno de los escritores de un sitio web antifascista. Varios seguidores de Format 18 también han subido sus propios videos de humillaciones y violencia física. El video más reconocido de ese tipo ha sido descrito como la "ejecución de un tayiko y un daguestán", publicado en agosto de 2007, en un momento en que Martsinkevich ya estaba encarcelado. El Comité Investigador de Rusia hizo un comunicado en el que indica que las ejecuciones mostradas en los videos han sido verificadas como reales.
El format 18 fue prohibido por extremismo por una orden judicial rusa en septiembre de 2010.

## Muerte
El 16 de septiembre de 2020, Martsinkevich fue encontrado muerto con signos de tortura en un centro de detención preventiva en la región de Cheliábinsk, en el reporte oficial se dijo que se había suicidado. Los investigadores iniciaron un caso preliminar sobre el misterio alrededor de su muerte, dado que fue encontrado lleno de sangre, con una nota de suicidio, sin las uñas de los pies, con los brazos rotos y las cámaras de seguridad de la prisión no funcionaron esa noche. Tenía previsto viajar a Moscú para ser interrogado como parte de un caso penal que se originó en 1999. Muerto a los 36 años tuvo su funeral en el cementerio de Kuntsevo en Moscú donde contó con la asistencia estimada de 2 a 4.5 mil personas.
La explicación oficial de su muerte como suicidio fue impugnada por su abogado Matvey Dzen y por múltiples periodistas tanto amistosos como hostiles hacia él.